# HQ-381
Tàu 381 là chiếc duy nhất được sản xuất thuộc lớp BPS-500. Đây cũng là chiếc tàu tuần tra mang tên lửa diệt hạm đầu tiên do Việt Nam tự đóng trong nước với sự hỗ trợ của Nga.
Tàu hiện đang phục vụ trong thành phần của Lữ đoàn 162, Bộ tư lệnh Vùng 4 Hải quân.

## Hợp tác sản xuất
Chiếc tàu tên lửa duy nhất BPS-500 thuộc dự án KBO 2000 được Việt Nam - Nga cùng thiết kế và chế tạo.
KBO 2000 là một dự án hợp tác đóng tàu quân sự giữa Nga và Việt Nam, trong đó đại diện phía Nga là Cục thiết kế phương Bắc (SPKB). Trong dự án này, SPKB đã tham gia thiết kế ra đề án tàu hộ tống tên lửa BPS-500 theo yêu cầu của Hải quân nhân dân Việt Nam.
Chiếc tàu tên lửa BPS-500 đầu tiên sau đó được chế tạo tại một nhà máy đóng tàu ở thành phố Hồ Chí Minh (xưởng Ba Son) với sự hỗ trợ kỹ thuật và cung cấp trang thiết bị, linh kiện phụ tùng từ Nga. Theo bài báo Jane’s đăng tháng 3/1999 thì khi đó BPS-500 đã hoàn thành, hạ thủy và đang trải qua thử nghiệm trên biển.
Tàu được đóng theo công nghệ module tiên tiến với bề mặt góc cạnh nhằm tăng khả năng tán xạ radar. Điểm đặc biệt của tàu là không sử dụng chân vịt như truyền thống mà sử dụng hệ thống đẩy pump-jet cho khả năng vận hành tốt hơn ở vùng nước nông, khả năng cơ động cao hơn nhiều khi kết hợp với vòi phụt chỉnh hướng và độ ồn khi vận hành giảm đáng kể so với chân vịt thường.
Tuy nhiên, sau khi đóng xong chiếc tàu BPS-500 đầu tiên, Việt Nam đã dừng hẳn chương trình đóng tàu này, nguyên nhân được một số phương tiện truyền thông nước ngoài cho là thiết kế của BPS-500 đã lỗi thời, không đáp ứng được các yêu cầu mà Việt Nam đề ra hoặc không thể so sánh được với khả năng của lớp tàu tên lửa Project 1241.8 Molniya nên dự án đã bị hủy bỏ.
Lỗi đầu tiên thuộc về hệ thống động lực, việc sử dụng pump-jet khiến chi phí đóng tàu bị đẩy lên cao, chế tạo phức tạp hơn và vận hành thiếu ổn định, hiệu suất kém khi chạy tải thấp (chỉ nên chạy ở tốc độ cao). Bên cạnh đó kết cấu thân tàu cũng bị đánh giá là có khả năng chịu sóng gió không tốt, không thích hợp khi triển khai tại những vùng biển xa.

## Nâng cấp
Theo hợp đồng với Công ty cổ phần Rosoboronexport, trong năm 2013, Cục thiết kế phương Bắc của Nga đã bắt đầu công việc tham gia hỗ trợ kỹ thuật trong sửa chữa tái tạo và nâng cấp chiếc tàu tuần tra tên lửa BPS-500 duy nhất (Tàu 381) cho Hải quân nhân dân Việt Nam, thông tin này đã được xác nhận trong báo cáo tài chính năm 2013 của công ty.